# École de Crémone
L'école de Crémone est l'une des écoles italiennes de peinture de la Renaissance artistique, qui a fleuri autour de la ville de Crémone en Lombardie, et dont les protagonistes sont :
- Lucia Anguissola
- Boccaccio Boccaccino (~1467 - ~1525)
- Camillo Boccaccino (~1505-1546)
- Galeazzo Campi (1475-1536)
- Giulio Campi (1502 – 1572)
- Antonio Campi (1523-1587)
- Vincenzo Campi (1536-1591)
- Giovanni Battista Trotti  (1555-1619)

## Sources
- Stendhal : Écoles italiennes de Peinture : I. Ecole de Florence - Ecole Romaine - Ecole de Mantoue - Ecole de Crémone ; II. Ecole de Parme - Ecole de Venise - Ecole de Bologne ; III. Ecole de Bologne. Établissement du texte et préface par Henri Martineau, Paris : Le Divan. 1932.